# Landkreis Frankfurt
| Basisdaten          | Basisdaten                  |
| ------------------- | --------------------------- |
| Preußische Provinz  | Hessen-Nassau               |
| Regierungsbezirk    | Wiesbaden                   |
| Sitz der Verwaltung | Bockenheim                  |
| Bestandszeitraum    | 1886–1910                   |
| Fläche              | 40,85 km² (1900)            |
| Einwohner           | 51.691 (1890) 25.037 (1900) |
| Bevölkerungsdichte  | 613 Ew./km² (1900)          |
| Gemeinden           | 17 (1886) 11 (1910)         |
| Karte               |                             |
| Landkreis Frankfurt |                             |

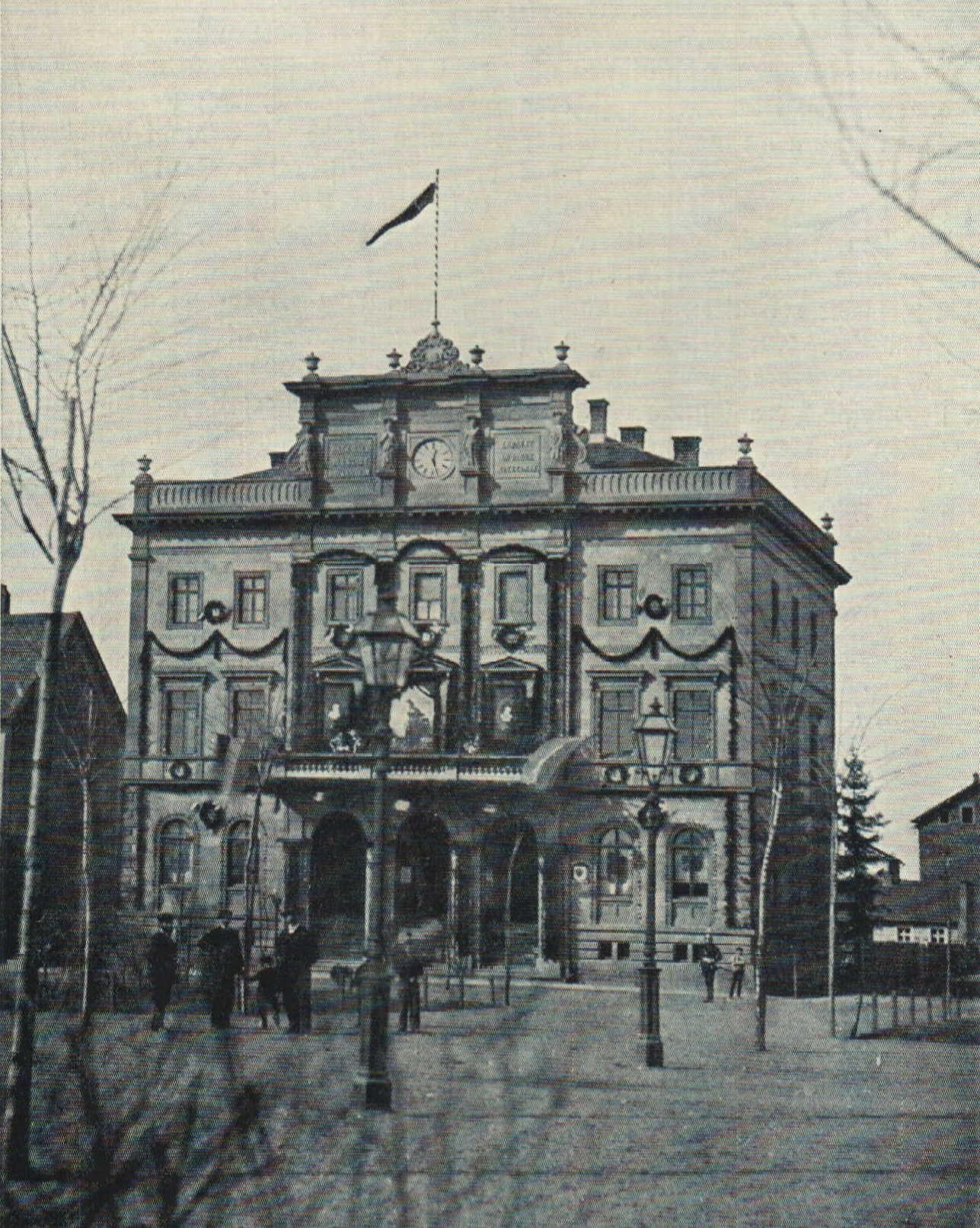
Rathaus in Bockenheim, Sitz des Kreistags des Landkreises

Der Landkreis Frankfurt war ein Landkreis im Regierungsbezirk Wiesbaden der preußischen Provinz Hessen-Nassau, der von 1886 bis 1910 existierte. Sein gesamtes Gebiet gehört heute zur kreisfreien Stadt Frankfurt am Main.

## Geographie
Der Landkreis grenzte, außer an die namensgebende Großstadt, im Westen an den Landkreis Höchst und den Obertaunuskreis, die alle ebenfalls zum Regierungsbezirk Wiesbaden gehörten. Der Nachbar im Osten war der Landkreis Hanau im Regierungsbezirk Kassel. Im Norden grenzte der Kreis an die hessische Provinz Oberhessen. Zwei Gemeinden lagen auf dem linken Mainufer südwestlich und südöstlich von Frankfurt, die übrigen am nördlichen Rand der Stadt.

## Geschichte
Der Landkreis Frankfurt a. M. wurde am 1. April 1886 im Zuge einer Gebietsreform in der Provinz Hessen-Nassau eingerichtet. Er wurde dem Regierungsbezirk Wiesbaden zugeordnet und war zusammengesetzt aus
- den Gemeinden Bonames, Hausen, Niederrad, Niederursel (Frankfurter Anteil), Niederursel (Hessischer Anteil) und Oberrad aus dem Stadtkreis Frankfurt a. M.
- dem Ort Rödelheim und der Gemeinde Heddernheim aus dem aufgelösten Mainkreis und
- der Stadt Bockenheim sowie den Gemeinden Berkersheim, Eckenheim, Eschersheim, Ginnheim, Praunheim, Preungesheim und Seckbach, die bis dahin zum Kreis Hanau im Regierungsbezirk Kassel gehörten.[3][4]

Der Kreistag des Landkreises hatte seinen Sitz im 1869 erbauten damaligen Rathaus von Bockenheim.
Am 1. März 1899 wurden die beiden Teile Niederursels zu einer Gemeinde verschmolzen.
In drei Schritten wurden alle Städte und Gemeinden des Kreises nach Frankfurt eingemeindet:
- Am 1. April 1895 Bockenheim
- Am 1. Juli 1900 Niederrad, Oberrad und Seckbach
- Am 1. April 1910 die restlichen elf Gemeinden

Mit dem letztgenannten Datum wurde der Kreis aufgelöst.

## Landräte
Die Aufgaben des Landrates übernahm nach § 7 der Organisationsverordnung vom 22. Februar 1867 der Polizeipräsident von Frankfurt
- 1886–1887 August von Hergenhahn
- 1887–1889 Ernst von Köller
- 1889–1904 Wilhelm von Müffling genannt Weiß
- 1904–1910 Fritz Scherenberg

## Gemeinden
Zum Landkreis gehörten folgende Städte und Gemeinden:
| Gemeinde           | Altkreis  | Fläche (ha) | Eingemeindung |
| ------------------ | --------- | ----------- | ------------- |
| Berkersheim        | Hanau     | 321         | 1. April 1910 |
| Bockenheim (Stadt) | Hanau     | 540         | 1. April 1895 |
| Bonames            | Frankfurt | 335         | 1. April 1910 |
| Eckenheim          | Hanau     | 234         | 1. April 1910 |
| Eschersheim        | Hanau     | 334         | 1. April 1910 |
| Ginnheim           | Hanau     | 270         | 1. April 1910 |
| Hausen             | Frankfurt | 125         | 1. April 1910 |
| Heddernheim        | Mainkreis | 248         | 1. April 1910 |
| Niederrad          | Frankfurt | 289         | 1. Juli 1900  |
| Niederursel 1      | Frankfurt | 820         | 1. April 1910 |
| Oberrad            | Frankfurt | 274         | 1. Juli 1900  |
| Praunheim          | Hanau     | 455         | 1. April 1910 |
| Preungesheim       | Hanau     | 366         | 1. April 1910 |
| Rödelheim (Stadt)  | Mainkreis | 514         | 1. April 1910 |
| Seckbach           | Hanau     | 804         | 1. Juli 1900  |